# Susana Martinez
Susana Martinez, född 14 juli 1959 i El Paso, Texas, är en amerikansk politiker och jurist med mexikanskt påbrå. I 2010 års allmänna val, där Martinez stod som det Republikanska partiets kandidat, valdes hon som första kvinna till New Mexicos guvernör. Den 1 januari 2011 avlöste hon Bill Richardson på denna post.
2008 korade Heart Magazine henne till ”Woman of the Year” (årets kvinna). År 2010 fick hon utmärkelsen ”årets åklagare”.

## Guvernör i New Mexico
Martinez var sedan 1997 district attorney (ungefär länsåklagare) i Doña Ana County.
I primärvalen vann hon över Doug Turner, ägare av en PR-firma, Janice Arnold-Jones, ledamot av New Mexicos representanthus, Pete Domenici Jr., son till den förutvarande senatorn Pete Domenici, och Allen Weh, tidigare ordförande för republikanerna på delstatsnivå. Hennes kandidatur understöddes av Sarah Palin; Martinez står Tea Party-rörelsen nära. I det egentliga valet vann hon och hennes kandidat till viceguvernörsämbetet, John Sanchez, med 53,4 procent av rösterna emot den demokratiska sittande viceguvernören Diane Denish och hennes running mate Brian Colons, som fick 46,3 procent.
Martinez meddelade den 17 augusti 2016, att hon kommer att införa lagstiftning att återuppta dödsstraffet i lagstiftningsperioden 2017. Den 14 oktober 2016, godkände New Mexicos representanthuset lagförslaget på en 36-30 röstning. Lagförslaget gav dödsstraffet för bara tre typer av mord: barnmord, mord på en tjänstgörande polis och mord på en fängelseanställd av en fånge.
Martinez är mot abort.